# 必殺シリーズ
必殺シリーズ（ひっさつシリーズ）は朝日放送テレビ（ABCテレビ） と松竹京都映画撮影所（現・松竹撮影所）の制作で、1972年9月から1975年3月まではTBSテレビ系、同年4月からはABCテレビ・テレビ朝日（1977年3月まではNETテレビ）系で放送している殺し屋たちを主人公とする時代劇である。

## 概要
池波正太郎の小説『仕掛人・藤枝梅安』『殺しの掟』などを原作とした『必殺仕掛人』に始まる一連のテレビシリーズおよびその派生作品の総称で、金銭を貰って弱者の晴らせぬ恨みを晴らすために裏の仕事を遂行していく者たちの活躍と生き様を描く。主人公たちの多くは表向きはまともな職業についているが、ひとたび依頼を受けると各々の商売道具を使った裏稼業を行う。多くは暗殺であるが、シリーズ当初は、暗殺よりも依頼人の復讐を代行することが多い。原作付きの『必殺仕掛人』、原案付きの『助け人走る』を除いては完全なオリジナル作品である。
一般的な勧善懲悪を旨とする時代劇とは異なり、主人公は基本的に善行者ではなく、あくまで金のために殺しを行うアンチヒーローである。殺し屋という社会的に悪とされる稼業をあえてなす理由は、「どう理屈をつけようと殺人は悪であり、自分達が「正義の味方」にならないよう敢えて金をとっている」「合法的には裁くことができない悪人のみを殺める」「殺しにあたり、万に一つの間違いもないよう調査をする」といった倫理面のあとづけがされている。また、作品には日活ロマンポルノ女優の泉じゅんや風祭ゆきらがゲスト出演し、好評を博した。
シリーズによって多少変わるものの、基本的には現実主義的なハードボイルドタッチの作風となっており、仕事の依頼者や仲間が殺されても黙殺する場面がある。その一方で、純粋な人助けや世直しを願う者もおり、しばしばグループ内の軋轢やジレンマに苛まれ、それが作品テーマとなることもある。15作目『必殺仕事人』を境として前期と後期に分けられ、2作目の『必殺仕置人』や10作目『新・必殺仕置人』を前期の代表、『仕事人』のタイトルを冠したものを後期の代表とされることがある。また、中村主水がレギュラー登場するシリーズと、それ以外に区分する場合もある。
前期と後期の違いとして、1970年代に制作された前期作品は、非情・ハードボイルドで反権力的な世界観を持っていた。また、映画的で深みのある脚本と演出が特長であり、シリーズを愛好するマニア層から高く評価されている。一方で1980年代以降の後期作品は、お茶の間向けに徹した作風で、毎回の筋立てはワンパターンながらも、より娯楽性を増した殺陣が見られ、劇場用映画が作られるほどの人気となった。後期シリーズにおいても、内容面で一定の評価を受けている作品は存在する。
一般的にテレビ映画やテレビアニメなどの外注制作テレビ番組のほとんどは数年後に製作した放送局が著作権を手放したと同時に映像保有権が映像制作会社か広告代理店に移行されるが、本シリーズは例外で、2022年現在も朝日放送テレビが知的財産権を保有し続けているため、同シリーズの映像に関しては、朝日放送テレビが管理者となっている。

### 番組構成
構成はシリーズを通して大きな変化はなく、大まかには以下のようになっている。
1. 前口上→幕開き→番組名および各話の題名（サブタイトル）呈示
2. 被害者を中心とした物語進行（多くは主人公達の誰かが関わることになる）
3. 被害者が何らかの方法で晴らせぬ恨みを晴らして欲しいと金銭で依頼
4. 依頼料の分配と出陣、そして殺陣
5. 顛末と後幕、次回予告

前期シリーズでは2の部分で既に殺し（もしくは問題解決）の依頼を受け、メンバーが調査に出向く一方で被害者の物語も進行する流れも見られたが、後期はパターンが定着し、ほぼこのストーリーラインに沿った展開となった。
被害者は悪人に殺害される・自ら親族や恋人などの仇を討とうとするも返り討ちに遭うまたは奉行所の役人に召し取られて獄門や死罪になる・入水や飛び降り自殺などの自害で死亡したり、仕置きを依頼した後（もしくは仕置き後）に夜逃げなどで何処へと去っていく流れとなっている。また、一部の女性被害者は傾城として身を売って得た金銭で依頼した後、岡場所で働く事になる流れとなる場合もある。悪人が仕事人に始末されて恨みを晴らしても、基本的に悲劇な結末（いわゆるバッドエンド）がほとんどである。また、被害者が仕事人の正体を見てしまった直後、彼らから始末される結末を迎える場合もある。
オープニングのナレーションは、最初期では裏稼業に関する説明的な内容となっており、中期以降には裏稼業者の視点によるものが増えた。なお、ナレーションは基本的にオープニングのみで、劇中にナレーションが挿入されることは滅多にない。

### 主題歌・挿入歌
詞の内容は悲哀、孤独、旅、望郷、風、過去との決別などについて歌ったものが多い。タイトルバックの映像は、昇る朝日や沈む夕陽、夜間の水面や入り江、飛ぶ鳥、または本編の登場人物の映像などが多く、スペシャル版では京都の風景や富士山が使われたこともある。変わったものではスペシャル版『夢の初仕事』における撮影所風景というものもある。
山下雄三が歌った1作目『必殺仕掛人』の主題歌「荒野の果てに」はシリーズ全体のテーマ曲として扱われ、映画の宣伝のBGMにも使用された。また、その後のシリーズにおいても、同曲のファンファーレ「必殺!」や、それを意識した楽曲が殺陣に使われたりすることもあった。スペシャル版には、『必殺仕置人』の主題歌「やがて愛の日が」や『新・必殺仕置人』の主題歌「あかね雲」も流用された。
前期では西崎みどりなど、主題歌を歌う歌手が本編にゲスト出演することが多かったが、中期になると鮎川いずみなどのレギュラー出演者が主題歌を歌うようになる。対して挿入歌は（主題歌歌手が挿入歌も歌う場合を除くと）初期から出演者が歌うことが多かった。また後期では一般的なドラマの主題歌と同じく、劇伴に流用されない主題歌も増えた。
上記のように後期の一部の主題歌を除いて、音楽は平尾昌晃が担当した。『江戸プロフェッショナル・必殺商売人』と『必殺からくり人・富嶽百景殺し旅』では森田公一が、『翔べ! 必殺うらごろし』では比呂公一が音楽を担当しており、平尾の曲は一切使われていない。また、平尾の曲の大半は竜崎孝路が編曲している が、映像では竜崎の名は主題歌の編曲者としてのみクレジットされることが多く、劇伴曲の編曲者としてもクレジットされたのは『必殺仕業人』など一部の作品のみである。後期になると出演者である京本政樹が音楽製作に加わるなど平尾以外の人物も作曲に携わったが、平尾の曲が使われた作品では、平尾以外の作曲家は原則として映像にはクレジットされていない。
2作目の『仕置人』以降は、音楽担当者が新規参加となった『商売人』『うらごろし』を除き、過去の作品の楽曲を流用している。『必殺からくり人・血風編』では新曲が作られなかったり、『新 必殺からくり人』のように多くの新曲が作られながら、既出の楽曲を多用した作品もある。特に後期では新曲は少なくなり、主題歌・挿入歌およびそれらのアレンジ版が使用されるケースが多くなっている。

### 次回予告・制作トピックス
前期では、当時の朝日放送のアナウンサーがナレーションを担当していた。ちなみに最多登場は野島一郎。文面の多くは当時助監督だった高坂光幸が作成したといわれ、その詩的な表現が好評であった。仕事人隆盛期以降は、私服姿のレギュラー出演者が次回のあらすじを説明し、最後に「時代劇は、必殺です」のフレーズで締めくくるパターンが定着した。これに影響されたのか『特捜最前線』や『遠山の金さん』『私鉄沿線97分署』などのテレビ朝日系ドラマにおいてレポーターや出演者が画面に登場しながらあらすじを説明する予告編が増加した。
『仕事人IV』の後半（1984年4月放映分）からは予告の直後に数秒だけ流れるミニコーナー「制作トピックス」が設けられ、近々開始予定の新作シリーズや撮影でのちょっとしたエピソードなどを紹介していた。
これらの趣向は番組が毎週放送から改編期のスペシャル版に移行した後は姿を消し、ナレーションもない一般的な予告パターンとなる。

## 内容

### 時代設定
基本的に時間の経過はシリーズの順序に沿い、時代設定はシリーズによって異なるが、江戸時代後期の設定となっている。しかしこれは大まかな流れだけで作品の基本プロットは、放送当時の「高度経済成長期の現代社会を江戸時代に置き換えたパラレルワールド」であるとプロデューサーの山内久司は述べている。作中では放送当時に時代背景や社会問題になっていた集団就職、サラ金（「皿品屋金融」と描かれている）、公害問題、裏口入学、悪徳商法、骨董品ブーム、ルービックキューブ等が主題となった回も多い。作品によっては時代に即さない特殊な武器も登場し、スチームパンクの要素も含まれることも多々ある。
具体的な時期については必ずしも時系列に沿ってはおらず、過去の作品の後日談が過去の作品よりも前の時代を舞台にしているという矛盾が発生していることもある。また、『必殺からくり人』のように歴史に沿って物語を描く例外的な作品もある。

### 裏稼業
基本的に裏稼業者たちは表向きの顔と職業を持っており、裏稼業（殺しや潜入）においてはほとんどの場合、商売道具を武器・凶器として利用したり、表の稼業で培った特殊技能や身体能力を応用する者が多い。商売道具以外では自分の愛用品（煙管や剃刀等）を使う者もおり、武士出身の裏稼業者では剣術がおもな殺しの手段になる。ただし、劇中で用いられているものを普通に使うだけでは殺しの道具にならなかったり、かなりの身体能力を要するため、視聴者を含む一般人が真似することは難しい（詳しくは#殺し技を参照）。また、主人公達は基本的に3名から5名のチームで行動するが、単なる利害や金だけの繋がりなど、ドライな関係のものも多く、全く互いを信用していないケースもままある。また、シリーズによっては裏稼業の同業者に依頼を斡旋・統括する「元締」がいる。なお、メンバー全員が殺しを行うことは稀で、通常1名または複数名の諜報担当者や殺しのサポート役がいる。
彼らにはいくつかの掟がある（以下はあくまで原則であって、各シリーズによって細部が異なる場合や例外も多い）。
代表的なものとして、
- 依頼料（頼み料）は原則として全額前渡し（『仕掛人』のみ前金・後金の2回払い）で、依頼料はその内容に関わらず、その仕事に参加した頭数で等分する。依頼を受けるか否かは個々の自由であるが、一旦金を受け取ったら必ず依頼を遂行しなければならない。依頼料の相場は数文から数百両と、シリーズや話によって開きがあるが、仕事の際は金を受け取ることが原則である[注 9]。
- 裏切りや裏稼業の掟に背くことは許されない。また、奉行や敵に捕まるなどした場合でも原則として救援されず、チーム存続の危機を招いた場合は仲間内で粛清されることもある。しかし、実際には何らかの策（江戸を出てほとぼりを冷ます、仲間の反対や掟を押し切った助けがくる、仲間が依頼通り敵を仕置きし結果として助かるなど）で切り抜けることが多い。
- 仲間（あるいは他の裏稼業者）以外に裏稼業を知られてはいけない。もし、知られた場合には相手が誰であろうと殺さなければならない。しばしばストーリーの鍵となる掟であるが、実際にはこの掟によって目撃者が殺されることは滅多にない。西順之助のように、むしろそれをきっかけに仲間入りすることもある。

裏稼業の大義は「晴らせぬ恨みを晴らす」「世のため人のためにならない殺しはしない」であり、単なる暗殺や殺し屋稼業とは一線を画する。ただし、主人公チーム以外にも金さえ貰えば標的の素性を問わず殺しをする同業者もおり、これは作中で主に「外道」と呼ばれ、主人公チームとの戦いのエピソードもある。元締が登場する『必殺仕掛人』や『新・必殺仕置人』では依頼が正当なもの（単なる暗殺ではない）かどうか裏付けを取るのは元締で、その調査に手抜かりがあった場合には元締が殺されることもある。
裏稼業の呼称は原則的にシリーズのタイトル名と合致している。例えば「仕事人」を冠する場合、本シリーズの登場人物全て が殺し屋の「仕事人」という呼称を用い、過去に用いられていた「仕置人」「商売人」といった呼称は登場しない。また、スペシャル版などで他のシリーズの人物が登場しても、その特番に冠された名称となる。ただし、一部例外があり、過去のシリーズと直結している場合は、物語の冒頭でその名称が用いられることがある（『江戸プロフェッショナル 必殺商売人』の第1話や『必殺仕事人』の第1話のナレーションなど）。また裏稼業（殺し）そのものを表す言葉も、基本的に裏稼業名に準ずるが（仕掛人なら「仕掛」、仕事人なら「仕事」）、前期シリーズにおいては「仕置」が用いられることが多かった。

### 殺し技
必殺シリーズには多種多様な殺し技があり、各話のクライマックスを彩るものとなった。シリーズ全体の傾向として、年を経るごとに演出を含めて奇抜なものが増えていった。『必殺仕掛人』の主人公である鍼医師の藤枝梅安は、商売道具である鍼を用いたが、場合によっては刃物も使い合理的な仕掛を行った。これがのちのシリーズで「現実には再現できない殺し技」へと推移していった背景には「過去の殺し技との差別化を図り、常に視聴者の興味を惹きつけるため」「視聴者が真似をして事故が起きないようにする、あるいは事故を懸念しての批判を回避するため」という制作側の配慮がある。例えば、吊り技にしても『仕置人』では単に縄を使った首吊りになっていたが、三味線屋の勇次の三味線糸や組紐屋の竜が使う組紐のように、実際には人を吊ることの出来ない物に変更されている。
殺し技は刃物、刺突、徒手空拳、紐、その他に大別でき、なかでも刃物や刺突型の武器を用いた技は、ほぼ全てのシリーズに登場する。ただし、同じ系統の技であっても、用いる武器はその人物の表稼業に関連づけられており（刀剣を使う裏稼業者でも、「正面から堂々と斬る」「忍び寄って刺殺」「急襲しての居合い斬り」など各人によって演出が異なる場合がある）、シリーズごとの演出にも工夫が凝らされている（X線透視映像や心電図などを使った人体破壊の描写等。この演出を考案したのはキャメラマン時代の石原興）。また、出演者が元プロ野球選手である、元締・虎の武器をバットとするなど、殺し技にパロディ的な要素が盛り込まれる場合もあった。
上記以外でも、通常では凶器とは考えられない物を用いた奇想天外な技＝大道芸の火吹きや催眠術などが用いられることがあった。
一方で、飛び道具や火器、毒物の類は少なく、射程距離、使用回数、助手など、何らかの制約があることが多い。特に毒物を使う裏稼業者は『必殺仕事人2007』の経師屋の涼次など、非常に少なく、それもかなり特殊な毒物で一般にイメージされるものとは異なる。ただし、敵方の同業者には、鎖鎌や短筒などの飛び道具や毒物を用いる者もいる。

## シリーズ一覧

### TVシリーズ
| タイトル                           | 放送期間                       | 話数 | 放送時間                              | 備考 |
| ---------------------------------- | ------------------------------ | ---- | ------------------------------------- | --- |
| 必殺仕掛人                         | 1972年9月2日 - 1973年4月14日   | 33   | 土曜22:00 - 22:56（途中から - 22:55） | 原点となるシリーズ第1作。唯一の原作付き（池波正太郎『仕掛人・藤枝梅安』）。マカロニウエスタン調の殺しのBGM「必殺！」はシリーズのトレードマーク的な代表曲となり、後の作品にも度々流用され、知名度が高い。劇場用作品が3作制作された。 |
| 必殺仕置人                         | 1973年4月21日 - 10月13日       | 26   | 土曜22:00 - 22:55                     | シリーズ第2作。中村主水が初登場。念仏の鉄による骨外し技にレントゲン撮影の特殊効果が初めて使用され、以後もシリーズの名物となる。放送中に発生した必殺仕置人殺人事件が物議を醸した。 |
| 助け人走る                         | 1973年10月20日 - 1974年6月22日 | 36   | 土曜22:00 - 22:55                     | シリーズ第3作。前述の事件の影響でタイトルから『必殺』が外された。シリーズ初の殉職者（為吉）。中盤から殺し屋（島帰りの龍）が加入。第12話は中村主水役で藤田まことがゲスト出演。 |
| 暗闇仕留人                         | 1974年6月29日 - 12月28日       | 27   | 土曜22:00 - 22:55                     | シリーズ第4作。前番組に引き続き、タイトルに『必殺』無し。主題歌『旅愁』が大ヒット。劇中の台詞「なりませぬ」が流行語となった。シリーズ初の主人公（糸井貢）の殉職が描かれた。 |
| 必殺必中仕事屋稼業                 | 1975年1月4日 - 6月27日         | 26   | 土曜22:00 - 22:55 →金曜22:00 - 22:55  | シリーズ第5作。タイトルに『必殺』が復活した。物語の開始時点で殺し屋が殺しの未経験者というのはシリーズで唯一の例。 放送中に腸捻転解消による放送枠とネット局の変更が行われたが、対策が功を奏せず、視聴率は下降した。第20話はシリーズ初の「殺し」が無い回。 |
| 必殺仕置屋稼業                     | 1975年7月4日 - 1976年1月9日    | 28   | 金曜22:00 - 22:55（途中から - 22:54） | シリーズ第6作。人気の高かった中村主水をキャラクターシフトの中心に据えた所謂「中村主水シリーズ」の3作目。『必殺仕置人』で棺桶の錠を演じた沖雅也がクールで二枚目の市松を演じ、映像美を追求した作風で視聴率回復を担った。 |
| 必殺仕業人                         | 1976年1月16日 - 7月23日        | 28   | 金曜22:00 - 22:54                     | シリーズ第7作。前作から引き続き、中村主水が登場。『必殺仕掛人』本放送時の裏番組『木枯らし紋次郎』の主演を務めた中村敦夫をレギュラーに迎え、話題を呼ぶ。シリーズ放送200回を記念する24話は、過去作に出演したキャストがカメオ出演した。 |
| 必殺からくり人                     | 1976年7月30日 - 10月22日       | 13   | 金曜22:00 - 22:54                     | シリーズ第8作。銀幕の大女優山田五十鈴が初のレギュラー出演。3度目の出演となる緒形拳、芦屋雁之助らが脇を固め、早坂暁が書いた脚本の評価が高く、ギャラクシー賞を受賞した。 |
| 必殺からくり人・血風編             | 1976年10月29日 - 1977年1月14日 | 11   | 金曜22:00 - 22:54                     | シリーズ第9作。『新・必殺仕置人』制作の事前交渉が難航した為に急遽制作された。次作に出演予定でスケジュールを確保していた山崎努が主演を務めた。 |
| 新・必殺仕置人                     | 1977年1月21日 - 11月4日        | 41   | 金曜22:00 - 22:54                     | シリーズ第10作。中村主水がエンディングのクレジットで初めてトップとなる。『必殺仕置人』の主人公念仏の鉄が再登場かつ最後となった作品。元ミスタータイガースの藤村富美男が元締虎役でレギュラー出演した。 『必殺仕事人』以前では最多の放映回数であった。『必殺20年のあゆみ』で、必殺シリーズ最高傑作と評される。                                                                   |
| 新 必殺からくり人                  | 1977年11月18日 - 1978年2月10日 | 13   | 金曜22:00 - 22:54                     | シリーズ第11作。非主水シリーズとしては初の旅物として展開した。『必殺からくり人』の山田五十鈴、芦屋雁之助、緒形拳が出演するが同作との関連性はない。 |
| 江戸プロフェッショナル・必殺商売人 | 1978年2月17日 - 8月18日        | 26   | 金曜22:00 - 22:54                     | シリーズ第12作。『必殺必中仕事屋稼業』のおせいが再登場。中村主水の妻りつが懐妊する。第18話でシリーズ放送300回を達成。 |
| 必殺からくり人・富嶽百景殺し旅     | 1978年8月25日 - 11月24日       | 14   | 金曜22:00 - 22:54                     | シリーズ第13作。『新・必殺からくり人』の続編。沖雅也が3度目の出演。 |
| 翔べ! 必殺うらごろし               | 1978年12月8日 - 1979年5月11日  | 23   | 金曜22:00 - 22:54                     | シリーズ第14作。当時流行のオカルト現象を取り扱った作品。視聴率の低迷で、シリーズ自体の打ち切りが検討された。 |
| 必殺仕事人                         | 1979年5月18日 - 1981年1月30日  | 84   | 金曜22:00 - 22:54                     | シリーズ第15作。前作と違って初期作品の作風に立ち返り、好評を得たことで視聴率が回復。シリーズ歴代最多の84話を制作した。原点回帰という以降のシリーズの方向性を決定付け、「必殺と言えば仕事人」とされる看板タイトルとなった。 元締が三人交代するなど、レギュラー出演陣の途中入れ替えが幾つかあり、左門の職業と殺し技も途中から変更された。飾り職人の秀、何でも屋の加代が初登場。 |
| 必殺仕舞人                         | 1981年2月6日 - 5月1日          | 13   | 金曜22:00 - 22:54                     | シリーズ第16作。からくり人の流れを組む旅物。京マチ子が女元締の殺し屋役で主演。『暗闇仕留人』で主題歌『旅愁』、『必殺仕業人』で主題歌『さざなみ』を唄った西崎みどりがレギュラー出演した。 |
| 新・必殺仕事人                     | 1981年5月8日 - 1982年6月25日   | 55   | 金曜22:00 - 22:54                     | シリーズ第17作。三味線屋の勇次が初登場。華麗でスマートな秀と勇次によって、女性視聴者層も増加。様式美などの内容のパターン化が定着し、お茶の間の人気が向上して、高視聴率を記録した。今作の華麗な殺し技演出路線は後の作品にも影響を及ぼし、仕事人ブームの礎となった。今作で初登場した仕事人出陣シーンの音楽は後の作品でも度々流用されている。                                    |
| 新・必殺仕舞人                     | 1982年7月2日 - 9月24日         | 13   | 金曜22:00 - 22:54                     | シリーズ第18作。『必殺仕舞人』の続編。レギュラーの登場人物は同じだが、晋松の殺し技が拍子木を使った豪快なものに変更。 |
| 必殺仕事人III                      | 1982年10月8日 - 1983年7月1日   | 38   | 金曜22:00 - 22:54                     | シリーズ第19作。前作『新・必殺仕事人』の続編で、第21話はシリーズの最高視聴率回となった（関西地区で37.1%）。西順之助が初登場。 |
| 必殺渡し人                         | 1983年7月8日 - 10月14日        | 13   | 金曜22:00 - 22:54                     | シリーズ第20作。中村雅俊が殺し屋役を演じたことで話題を呼ぶ。渡辺篤史が殺し屋役として再登場。『新・必殺仕置人』の念仏の鉄以来の殺し技のレントゲン撮影の特殊効果が使用された。 |
| 必殺仕事人IV                       | 1983年10月21日 - 1984年8月24日 | 43   | 金曜22:00 - 22:54                     | シリーズ第21作。必殺シリーズ人気の高まりを受けて、本作のレギュラーが登場するシリーズ初の劇場用作品『必殺! THE HISSATSU』が制作される。以後、テレビシリーズの登場人物が出演する劇場用作品が定番となり、5作を制作した。 |
| 必殺仕切人                         | 1984年8月31日 - 12月28日       | 18   | 金曜22:00 - 22:54                     | シリーズ第22作。三味線屋の勇次が仕事人から独立、初の一本立ちを果たした。『必殺仕舞人』の京マチ子と高橋悦史、『必殺からくり人』『新・必殺からくり人』『必殺からくり人 ・富嶽百景殺し旅』の芦屋雁之助、『太陽にほえろ！』の小野寺昭らによるキャスト陣で殺しのシーンのエンターテインメント性が顕著に表れた作品。                                                                 |
| 必殺仕事人V                        | 1985年1月11日 - 7月26日        | 26   | 金曜22:00 - 22:54                     | シリーズ第23作。前作までの飾り職人の秀と三味線屋の勇次に代わって、組紐屋の竜と花屋の政が初登場。ファン層の継承に成功し、第二次仕事人ブームを生む。山田五十鈴は最後のレギュラー出演となった。 |
| 必殺橋掛人                         | 1985年8月2日 - 11月8日         | 13   | 金曜22:00 - 22:54                     | シリーズ第24作。過去のシリーズで数々の印象的な悪役を演じた津川雅彦が初の主人公役を演じた。『必殺からくり人・富嶽百景殺し旅』以来の謎解き描写が復活。西崎みどりは最後のレギュラー出演となった。 |
| 必殺仕事人V・激闘編                | 1985年11月15日 - 1986年7月25日 | 33   | 金曜22:00 - 22:54                     | シリーズ第25作。ソフト路線からハード路線へ方針転換するが、視聴率は低迷。ソフト路線への再転換を余儀なくされた。政は花屋から鍛冶屋に転職。準レギュラーを含め、殺し屋の登場人物が最も多い（6人）。 |
| 必殺まっしぐら!                    | 1986年8月8日 - 10月31日        | 12   | 金曜22:00 - 22:54                     | シリーズ第26作。飾り職人の秀が主人公。笑福亭鶴瓶、西郷輝彦らがレギュラー出演。『必殺からくり人』以来となる全話を通しての敵組織が復活した。 |
| 必殺仕事人V・旋風編                | 1986年11月7日 - 1987年3月6日   | 14   | 金曜22:00 - 22:54                     | シリーズ第27作。加代に代わり、仕事人の元締・上方の虎の娘お玉が初登場。西順之助が再登場。『必殺仕事人』以降では最終回で初の殉職者が出た。 |
| 必殺仕事人V・風雲竜虎編            | 1987年3月13日 - 7月31日        | 19   | 金曜22:00 - 22:54                     | シリーズ第28作。視聴率低迷していた前作『旋風編』終了の翌週すぐに開始した続編（これまでは前作終了から1週ほど間をあけて新作放送）であり、事実上の作品変更テコ入れ。三浦友和が殺し屋役として、初のレギュラー出演。金曜22時台の放送枠としては最後の主水シリーズとなった。 |
| 必殺剣劇人                         | 1987年8月8日 - 9月25日         | 8    | 金曜22:00 - 22:54                     | シリーズ第29作。テレビシリーズ中で話数が最も少ない。 本作終了後、15年に渡ってテレビ放送された必殺シリーズは一旦終了する。 |
| 必殺仕事人・激突!                  | 1991年10月8日 - 1992年3月24日  | 21   | 火曜21:00 - 21:54                     | シリーズ第30作。4年ぶりのテレビ放送復活。シリーズでは唯一の火曜21時台で放送。 中村主水が主人公となった最後の作品。飾り職の秀が再登場し、殺しシーンBGMも定番の「必殺!」を使うなど、シリーズ王道の内容となった。 |
| 必殺仕事人2009                     | 2009年1月9日 - 6月26日         | 22   | 金曜21:00 - 21:54                     | テレビ朝日との共同制作。テレビシリーズとしては17年振りに復活。『必殺仕事人』のタイトルが付くテレビシリーズでは初めて中村主水が主人公ではない。 レギュラーの殺しの実行役が中盤で殉職するのは『新必殺からくり人』以来で、殺しの実行役が中盤から参加するのは『助け人走る』以来となった。                                                                                         |

### テレビスペシャル
- 特別編必殺仕事人 恐怖の大仕事 水戸・尾張・紀伊
- 必殺シリーズ10周年記念スペシャル 仕事人大集合
- (秘) 必殺現代版 主水の子孫が京都に現われた 仕事人vs暴走族
- 年忘れ必殺スペシャル 仕事人アヘン戦争へ行く 翔べ!熱気球よ香港へ
- 必殺仕事人意外伝 主水、第七騎兵隊と闘う 大利根ウエスタン月夜
- 新装 (秘) 必殺現代版 東京六本木・京都円山公園・大阪梅田 3元仕事人ナマ中継
- 当たるトラ年! 今年も大躍進 必殺&タイガース
- 新春仕事人スペシャル 必殺忠臣蔵
- 必殺仕事人ワイド 大老殺し 下田港の殺し技珍プレー好プレー
- 必殺ワイド・新春 久しぶり!主水、夢の初仕事 悪人チェック!!
- お待たせ必殺ワイド 仕事人vs秘拳三日殺し軍団 主水、競馬で大穴を狙う!?
- 必殺スペシャル・新春 決定版!大奥、春日野局の秘密 主水、露天風呂で初仕事
- 必殺スペシャル・春一番 仕事人、京都へ行く 闇討人の謎の首領!
- 必殺スペシャル・秋 仕事人vs仕事人 徳川内閣大ゆれ! 主水にマドンナ
- 必殺スペシャル・新春 大暴れ仕事人! 横浜異人屋敷の決闘
- 必殺スペシャル・春 勢ぞろい仕事人! 春雨じゃ、悪人退治
- 必殺スペシャル・秋! 仕事人vsオール江戸警察
- 必殺スペシャル・春 世にも不思議な大仕事 主水と秀 香港・マカオで大あばれ
- 必殺スペシャル・新春 せんりつ誘拐される、主水どうする? 江戸政界の黒幕と対決!純金のカラクリ座敷
- 必殺仕事人2007
- 必殺仕事人2009 新春スペシャル
- 必殺仕事人2010
- 必殺仕事人2012
- 必殺仕事人2013
- 必殺仕事人2014
- 必殺仕事人2015[6]
- 必殺仕事人2016[7]
- 必殺仕事人（2018年）
- 必殺仕事人2019
- 必殺仕事人2020
- 必殺仕事人（2022年）[8]
- 必殺仕事人（2023年1月）[9]
- 必殺仕事人（2023年12月）[10]

### 舞台
- 必殺仕掛人（1975年、明治座）
- 必殺仕業人ショー（1976年、京都ベラミ『仕業人』の出演者によるトークと歌謡ショー）
- 必殺仕置人（1976年、九州地方にて巡業。詳細不明だが後述に伴い、急遽組まれたとみられる）
- 藤田まこと特別公演「新・必殺仕置人」（1978年、新歌舞伎座）
- 納涼必殺まつりシリーズ（1981年から1987年の毎年8月下旬、京都南座）
  - 必殺シリーズ放送九周年記念公演 納涼必殺まつり「必殺女ねずみ小僧」（1981年）
  - 必殺シリーズ放送十周年記念公演 納涼必殺まつり「必殺・鳴門の渦潮」（1982年、それに先駆けて名鉄ホールで上演された）
  - 南座必殺シリーズ三周年記念公演 納涼必殺まつり「必殺ぼたん燈籠」（1983年）
  - テレビ放映六百回記念公演 新必殺まつり「からくり猫屋敷」（1984年、組紐屋の竜と花屋の政の初登場作）
  - 松竹創業九十周年記念・朝日放送創立三十五周年記念 納涼必殺まつり「琉球蛇皮線恨み節」（1985年）
  - 納涼必殺奮闘公演「女・稲葉小僧」（1986年、西順之助の復帰作）
  - 必殺シリーズ十五周年記念興業 納涼必殺まつり「地獄花」（1987年、あおい輝彦が神谷兵十郎役で出演。あおいと共に『剣劇人』のレギュラーである田中健、二宮さよ子が出演）
- 藤田まこと特別公演「必殺仕事人 中村主水参上!（地獄花改め）」（1988年、梅田コマ・スタジアム。中尾彬が神谷兵十郎役、誠直也が念仏の鉄役で出演）
- 藤田まこと特別公演「必殺仕事人 主水、大奥に参上!」（1989年、梅田コマ・スタジアム → 新宿コマ劇場 → 1991年、名鉄ホール → 新宿コマ劇場）
- 藤田まこと特別公演「必殺仕事人 地獄花」（1990年、名鉄ホール）
- 南座八月公演「必殺/中村主水、大奥に参上!」（1996年、京都南座）
- 藤田まこと特別公演「必殺仕事人/主水、大奥に参上!」（1997年、新宿コマ劇場 → 1998年、中日劇場 → 劇場飛天 → 1999年、全国巡業 → 2002年、明治座）
- 中条きよし特別公演「必殺三味線屋勇次」（1998年、新歌舞伎座）

### 劇場用映画
- 必殺仕掛人
- 必殺仕掛人 梅安蟻地獄
- 必殺仕掛人 春雪仕掛針
- 必殺! THE HISSATSU
- 必殺! ブラウン館の怪物たち
- 必殺! III 裏か表か
- 必殺4 恨みはらします
- 必殺!5 黄金の血
- 必殺! 主水死す
- 必殺始末人
- 必殺! 三味線屋・勇次

東映映画で萬屋錦之介 主演の『仕掛人梅安（1981年版）』、豊川悦司 主演の『仕掛人・藤枝梅安（2023年版）』があるが、これらは「必殺シリーズ」に含まれない。

### オリジナルビデオ
- 必殺始末人II 乱れ咲く女役者の夢舞台（1997年）
- 必殺始末人III 地獄に散った花びら二枚（1998年）

### 漫画
- 必殺仕置人 - 作画：平野仁、中城健、浜慎二ら
- 必殺必中仕事屋稼業
- 必殺始末人 - 作画：水城隼
- 必殺仕置長屋（オリジナル作品） - 作画：木村知夫、脚本：山田誠二（協力：朝日放送、松竹）
- 必殺!! 闇千家死末帖（オリジナル作品） - 作画：森田信吾、原作：白川晶
- 必殺闇同心 - 作画：神江里見、原作：黒崎裕一郎
- 新・必殺闇同心 - 作画：栗元健太郎／咲、原作：黒崎裕一郎、原案：神江里見

### 小説
- 仕掛人・藤枝梅安（原作） - 池波正太郎
- 清兵衛流極意（原作） - 佐賀潜
- 仕組人必殺剣（オリジナル作品） - 増田貴彦
- 必殺闇同心（オリジナル作品） - 黒崎裕一郎

### ゲーム
- 必殺仕事人（ファミリーコンピュータ）1990年
- 必殺!（セガサターン）1996年

### パチンコ
- CR必殺仕事人（2001年）
- CR必殺仕事人激闘編（2003年）
- CRぱちんこ必殺仕事人III（2007年）
- CRぱちんこ必殺仕事人III桜バージョン（2008年）
- CRAぱちんこ必殺仕事人III 祭バージョン（2009年）
- CRAぱちんこ必殺仕事人III 竜バージョン15（2010年）
- CRぱちんこ必殺仕事人IV（2011年）
- CRぱちんこ必殺仕事人桜花乱舞（2012年）
- CRぱちんこ必殺仕事人 お祭りわっしょい （2013年）
- CRぱちんこ必殺仕事人V （2017年）（歌：上木彩矢）
- ぱちんこ 新・必殺仕置人（2019年）

### DVD
- 分冊百科『隔週刊・必殺仕事人DVDコレクション』（全133号[11]  予定。デアゴスティーニ 2015年5月12日創刊）

### その他（スピンオフ企画）
- 京都マル秘仕置帖（1999年）
- 京都マル秘仕事人（2001年、2002年）
- 必殺! 最強チル（2008年） - 韓国ドラマ。KBS（韓国放送公社）が朝日放送・松竹より版権を買って制作した。

## 必殺シリーズの歴史

### シリーズ化の経緯
『必殺仕掛人』のプロデューサー　山内久司は70年安保闘争の余韻を背負ったようなヒット作『木枯し紋次郎』を超えるにはアンモラルな題材が必要と考えて時代小説を読み漁り、『仕掛人・藤枝梅安』第一作「おんなごろし」に行き当たり、作者の池波正太郎から映像化の許しを得て、梅安の人物像をよりドライにして『仕掛人』を制作したが続編は拒否された。生前の両人に取材した岩佐陽一によると池波は「番組で毎週 人を殺す」ことが嫌で、せめて一カ月に一人くらいにしてほしいと申し入れたが視聴率を求められる立場の山内は受け入れることができない条件であり、設定やタイトルを変えて独立したシリーズに発展した。

### 必殺仕置人殺人事件
2作目『必殺仕置人』の放送期間中に「必殺仕置人殺人事件」が起こる。この事件の犯人が「番組を見ていた」と供述したことから、マスコミによる批判が展開され、世論の糾弾を浴びる。朝日放送が当時のキー局　TBSテレビから放送打ち切りを通告される事態に発展した。
その後、容疑者の「俺はテレビに影響されるほど、安易な人間ではない」という供述で番組と事件の関連性を否定した。『仕置人』の打ち切りは最終的に撤回され、提供スポンサー（当時）の中外製薬、日本電装、日本電装の親会社のトヨタ自動車からの打ち切りに反対する圧力があった。
『仕置人』の延長予定は白紙となり、5作目の『必殺必中仕事屋稼業』までタイトルから「必殺」を外す事態となった。次作の『助け人走る』は内容を前作までのハード路線からややソフトなものに転換されたが中盤でハード路線に回帰している。この後も過激な内容を巡る論争は必殺シリーズに付き物となる。

### ネットチェンジ
1974年11月19日、制作局の朝日放送は1975年3月31日を以て、TBSテレビ系列からNETテレビ（現・テレビ朝日）系列へネットチェンジすることを発表した。NET系列は土曜の21時から22時25分までは『土曜映画劇場』を放送していた為、必殺シリーズはそれまでの土曜22時枠から金曜22時枠へ移動を余儀なくされる。
折りしもこの時は、5作目『必殺必中仕事屋稼業』が放送中で、第8話「寝取られ勝負」（1975年2月22日放送）はこれまでの歴代最高視聴率34.2%（近畿地区）を記録していた。朝日放送は、系列変更を挟んだ2週に渡り、異例の前後編（第13話「度胸で勝負」、第14話「招かれて勝負」）を放送して視聴者を繋ぎ止めようとするが局の見込みに反して視聴率は下降。半兵衛（緒形拳）の剃刀による殺し技が理髪店団体からの抗議を受けるといった問題が発生。一時はシリーズの打ち切りを検討したが最終的に視聴率が好転したため、打ち切りは回避される。
必殺シリーズ以外の朝日放送テレビ制作の時代劇は『斬り抜ける』がネットチェンジ直前に放送を終了（2月13日）した。ネットチェンジ以降、NETテレビ → テレビ朝日系列で放送された朝日放送テレビ製作の時代劇は単発の特別番組を除いて、全てが必殺シリーズの作品である。同系列が製作した時代劇で初めて製作したNETテレビ → テレビ朝日を制作局とした旧親会社の東映以外が制作に関わったもので、この体制の作品しか同系列の時代劇を放送しない原則的な方針である中で、朝日放送テレビの屋台骨を支える程に成長した時代劇シリーズだからこそ成せる例外的な措置であった。

### 中村主水の主人公問題
ネットチェンジによる『必殺必中仕事屋稼業』の視聴率低下を受け、朝日放送は次作『必殺仕置屋稼業』の主人公に『必殺仕置人』『暗闇仕留人』で人気の高かった中村主水（藤田まこと）を据えることで視聴率の回復を狙った。これが見事に功を奏して、次作『必殺仕業人』も主水は引き続き登場。番組内容も徹底して、主水を中心に据えたものになった。しかし、両作品ともクレジットタイトルでは『仕置人』『仕留人』と同様、主水（＝藤田）の名前が最後尾（トメ）に配置されていたため、主人公はクレジットも先頭に置かれると確信していた藤田が制作サイドに不満を漏らすという問題が生じていた。これが『新・必殺仕置人』で後述の菅井きんの降板希望が絡んで、大きな問題となる。
藤田サイドの抗議は『仕置屋稼業』の時点で沖雅也（市松役）の養父（所属事務所社長）日景忠男の抗議があり、次作『仕業人』は中村敦夫（赤井剣之介役）が優先された。そのため、両作品の主演は藤田まことではなく、沖雅也や中村敦夫と紹介されることが多かった。
一方、朝日放送はこの扱いに対して何の配慮もしなかったわけではなく、藤田のクレジットに手を加えて強調することで藤田が主役であることをアピールしようとした。結果的に視聴者に不自然な印象を与えただけで、多くのメディアや視聴者に前述の間違った印象を与えることになった。
以上のような事情があり、『仕置人』以来となる山﨑努（念仏の鉄役）との共演で、またもやトメに回されかねない『新・仕置人』への打診に藤田は必殺シリーズの降板を辞さぬ構えを見せた。中村せん役の菅井きんはせんのイメージが強すぎて娘の縁談が破談になることを恐れ、降板を希望していた。そのため、『新・仕置人』のクランクインの見通しが立たず、シリーズの打ち切り寸前の状態となった。
制作サイドが折れる形で、藤田の希望通りにエンドクレジットに至るまで主人公扱い（先頭に記載）にされることが決定、藤田は『新・仕置人』への出演を受諾。シリーズ自体の降板を撤回する。菅井の問題は『必殺からくり人』を延長、『必殺からくり人・血風編』を制作。『新・仕置人』のクランクインを遅らせることで対応した。その間に菅井の娘の縁談は成功して、菅井は出演を快諾。シリーズ10作目として『新・仕置人』の制作を開始した。

### 『うらごろし』の打ち切りと『仕事人』の成功
14作目『翔べ! 必殺うらごろし』はそれまでのシリーズと趣を変え、主人公が超常現象でもたらされた能力で相手を殺す、殺す前に金を貰わないなどの実験的な試みを行ったが、一部地域では視聴率 2.1%を記録したため、当初は全26話の予定が全23話に変更。打ち切りが決定した。チーフプロデューサーの山内久司は中村主水を主人公に据え、原点回帰することを決定。これが振るわぬ場合にはシリーズそのものの打ち切りを覚悟の上で、シリーズ15作目『必殺仕事人』の制作を開始した。
『仕事人』は出演した俳優が諸般の事情で次々と途中降板するといった問題が発生したが、三田村邦彦演じる飾り職人の秀が女性視聴者からの人気を得るなど、それまでとは異なった一面を見せて人気を得る。17作目『新・必殺仕事人』は中条きよし演じる三味線屋の勇次が加入。秀と同じく女性層からの人気を獲得、それまでのハード路線からソフト路線への転換が図られ、老若男女に楽しめる内容となる。それまでの視聴者層とは異なった層から支持された結果として『必殺仕事人』シリーズは高視聴率を記録するようになり、必殺シリーズの人気を確固とした物とした。仕事人シリーズは後期必殺シリーズの看板となり、後期シリーズの方向性を決めた。

### 『仕事人シリーズ』による人気絶頂期、大衆化・パターン化
『仕事人』が終盤に差し掛かった1981年正月、初の長時間スペシャル『恐怖の大仕事』を放映。同年、『新・仕事人』の放映期間中に京都南座で舞台『納涼必殺まつり』シリーズを開始、1987年まで毎年夏（8月下旬に開催）の恒例となった。『仕事人』の成功で必殺仕事人シリーズと非主水シリーズを交互に放送するパターンが定着、人気が頂点に達した21作目『必殺仕事人IV』の放映中（1984年）に劇場版映画『必殺! THE HISSATSU』を公開、大ヒットした。以後、劇場版は1987年まで年一作のペースで上映した。23作目『必殺仕事人V』は秀の三田村、勇次の中条が諸事情により降板が決定、ファン層の継承が問題になったが彼らに代わって、京本政樹演じる組紐屋の竜と、村上弘明演じる花屋の政が登場、秀と勇次に劣らぬ女性視聴者からの人気を獲得したことから、第二次 仕事人ブームを巻き起こした。
一方、プロデューサーの仲川利久は『必殺仕事人III』の途中から番組を離れ、脚本がパターン化することが多くなるなど、一般視聴者受けのバラエティ化と展開のパターン化が進み、『仕事人IV』の撮影中に藤田まことが「毎回 同じことをやっていて芝居がない。こんなことなら同じフィルムを使い回した方がいい」と苦言を呈したことがあった。

#### 作風の変化に対する賛否など
中村主水を主役に据えた『必殺仕事人シリーズ』は仕事人から観始めた一般視聴者には好評で視聴率は良く、『必殺仕事人IV』で人気絶頂期を迎えたが初期作品の作風との違いから従来からの「必殺ファン」の評判は芳しくなかった。
作家の山田誠二は「前期（うらごろしまで）と後期シリーズ（仕事人以降）ではスタッフの製作姿勢が違い、別の作品になっているため」と解釈、前期シリーズは「木枯し紋次郎への対策」として高いドラマ性が求められた作風を引き継いでいたことに対して、後期では時代の流れが変わり、気軽に見られるものが好まれるようになったことから、バラエティ番組の趣向を取り入れて番組のフォーマットに変化を付けず、あらかじめ見せる場面（主水に対する せんとりつ、田中様のいびり、依頼人との関わり、依頼人の死に際 - 依頼場面など）を決めておき、その中で変化を付けるようになっていったと説明している。
これらの違いについて、山内久司が「長いトンネルを抜けて最後に明かりが見えるタイプの時代劇を視聴者は受け入れなくなった」とコメントしたように惜しむ者もいれば、「バラエティ化によりシリーズの寿命が延びた」という意見がある。

### 『ニュースステーション』の開始とシリーズの迷走、一時中断
24作目『必殺橋掛人』の放送中（1985年）、キー局のテレビ朝日が平日22時枠に『ニュースステーション』の放送を決定する。しかし、金曜22時枠は必殺シリーズの放送枠である。
当時の平日 22時枠はドラマやバラエティ番組が常識で、ここに報道番組を持ってくることは一つの賭けであった。必殺シリーズは安定した視聴率を確保・維持しており、朝日放送の数少ない全国ネット番組で看板番組であった。必殺シリーズは枠移動することはなく、『ニュースステーション』は月 - 木の22時枠で放送。金曜は『ニュースステーション金曜版』を23時枠で放送した。テレビ朝日は『ニュースステーション』放送開始前に行われた番組制作発表の記者会見の席上で「金曜日は週末性を考慮して、23時からのスタートとした」とコメントしており、これは必殺シリーズと朝日放送に配慮した発言だということは明白だった。『ニュースステーション』は当初こそ視聴率が伸び悩んだが、1986年のフィリピン政変などをきっかけにニュース番組としての人気と地位を獲得。それまでの平日22時枠のイメージを覆して、高視聴率を記録した。
25作目『必殺仕事人V・激闘編』は仕事人シリーズ開始以後のソフト偏重路線から、初期・中期を思わせるハード路線へと転換した。「後期シリーズの『新・仕置人』」 と高く評価する声があったが全体的な視聴者の好みとは合致せず、後半はソフト化を再び強いられる。次作『必殺仕事人V・旋風編』は組紐屋の竜を演じる京本政樹の事務所トラブルによる降板が重なり、作風に迷いが生じてしまう。その結果、視聴率の大幅な低下を招き、2クール以上が通例であった主水シリーズとしては初の全14話で打ち切られた。
シリーズを重ねる毎に中村主水の存在感が増して、主水役が重荷になりつつあることを感じた藤田は年齢に見合った新しい芸域の開拓（テレビ朝日『はぐれ刑事純情派』、ミュージカル『その男ゾルバ』）を考えており、『仕事人V・旋風編』を最後に番組降板を願い出た。制作サイドは慰留に努めたが藤田の意志は固く、妥協案として、レギュラー放送の一時中断と年2 - 3回の単発スペシャル番組への出演という形で決着。中村主水シリーズは第28作『必殺仕事人V・風雲竜虎編』が最終作となり、次作『必殺剣劇人』を以て、金曜 22時の放送枠から撤退。必殺シリーズは15年の歴史に一旦 幕を閉じた。
必殺シリーズ終了後の金曜22時枠は同21時枠から移動する形で現代劇を2作 放送したが、TBS系列（JNN）がニュース番組を開始した為、1988年4月より『ニュースステーション』は金曜日も22時枠で放送した。

### 『激突!』から劇場版『必殺! 三味線屋・勇次』まで
必殺シリーズはレギュラー放送の終了後、スペシャル番組として放送したが、1991年10月より第30作『必殺仕事人・激突!』を放映。レギュラー放送を復活した。番組開始に辺り、朝日放送が持つ放送枠が問題となった。朝日放送が担当していた全国ネット番組の放送枠の中で視聴者層に沿った21時台以降の枠は金曜21時台しかなかった。金曜21時枠は『素敵にドキュメント』が好評を得ていた。その為、他の放送枠が空き次第と言う事になり、最終的に火曜21時枠という今までとは異なる曜日・時間帯となった。レギュラー放送の再開で制作スタッフは力を入れて、ハードな内容となったが 視聴率は振るわず、必殺シリーズは長期間の中断を再度 余儀なくされた。藤田まことの主水引退宣言、同年公開の映画『必殺!5 黄金の血』などは「最後の必殺」とキャッチコピーが付けらた。
その後は1996年公開の映画『必殺! 主水死す』の制作発表時は「必殺の復活」を謳ったがタイトルは中村主水の死を示しており、キャッチコピーは「シリーズ完結、さらば婿殿」と必殺シリーズの終了を宣言するのに等しいものだった。その9か月後にサテライトシアターの協力作品として、衛星劇場が制作した田原俊彦主演の『必殺始末人』を公開。1999年、勇次を主人公に据えた映画『必殺! 三味線屋・勇次』を公開。中村主水役ではないが藤田まことがゲスト出演した。
映像作品の新作が作られなかった期間は独立系テレビ局や時代劇専門チャンネルを中心に各シリーズの再放送がほぼ途切れることなく続いた。松竹より発売した劇場版映画に続き、キングレコードよりデジタルリマスター版のDVD-BOXを順次発売した。2001年、京楽産業よりパチンコ機『CR必殺仕事人』をリリース、人気を得たことで続編がリリースされた。

### 東山紀之時代
2007年7月7日、東山紀之主演でスペシャル番組『必殺仕事人2007』を放映。主要人物に松岡昌宏、大倉忠義といったジャニーズ事務所（当時）の所属タレントを配した作品で、藤田演じる中村主水も登場した。2009年1月4日、朝日放送 必殺仕事人生誕30周年記念・テレビ朝日 開局50周年記念として、『必殺仕事人2009』新春スペシャルを放映。2009年1月9日より連続テレビ時代劇として開始 。シリーズとしては17年振りに復活した。関東地方は平均12%前後、近畿地方は平均16%前後の視聴率であったが、当初は1クール（約3カ月）の予定を延長して、2クールを放映した。後半は新仕事人として、田中聖が登場した。
2017年、東山が主演に起用されて10周年を迎え、翌2018年はテレビ スペシャルが「復活10周年」記念作品として放映した。
2023年9月7日、ジャニー喜多川性加害問題を受けて、東山がジャニーズ事務所からSMILE-UP.の代表取締役社長に就任（当時）。同年限りで芸能活動から引退したため、今後のシリーズの継続とキャスティングについては未定。

#### 東山時代のスペシャルドラマシリーズ
※ 各ドラマの詳細は、それぞれの項目を参照のこと。
2010年、スペシャル番組『必殺仕事人2010』が企画され、7月10日に放映した。直前の2月17日午前7時25分に藤田が死去、制作が危ぶまれたが主水は過去の映像によって再登場。渡辺小五郎に後を託して「西方」へ赴任するという演出で退場した。
2012年2月19日、スペシャル番組『必殺仕事人2012』が制作・放送され、今まで『桃太郎侍』などで善人役を演じてきた高橋英樹が初の悪役に挑戦した。
2013年2月17日、テレビ朝日開局55周年記念番組としてスペシャル番組『必殺仕事人2013』が制作・放送され、今まで『水戸黄門』などで善人役を演じてきた里見浩太朗が高橋に続いて初の悪役に挑戦した。この日は藤田の命日であった。
2014年7月27日、スペシャル番組『必殺仕事人2014』が制作・放送され、田中聖の後任として、Hey! Say! JUMPの知念侑李が新しい仕事人役で出演した。高橋英樹も再出演した。
2015年11月29日、スペシャル番組『必殺仕事人2015』が制作・放送。メインキャストは『2014』を継承、新しい仕事人として、遠藤憲一が「瓦屋の陣八郎」役で出演。今回、殺しの対象になる悪役として竹中直人が怪僧「燕天」役で出演。
2016年9月25日、スペシャル番組『必殺仕事人2016』が制作・放送。前作から引き続き瓦屋の陣八郎が小五郎の仕事仲間として出演。今回は元町奉行所に現代で言うところの「リストラ」の波が押し寄せ、小五郎は裏稼業と並行して表の仕事でも苦労をする。悪役として、役人「朝比奈藤十郎」役で安田顕、絵師「鬼頭新之助」役で寺島進がゲスト出演した。
2018年1月7日、前述のとおり「復活10周年記念」スペシャルドラマ『必殺仕事人』が放送（この回では、例年とは異なって題名に放送年が付かない）。主要ゲストとして江戸で頻発する庶民連続自爆死に深く関わる男「壬生の幻楼」役で奥田瑛二が出演。2017年に小五郎の義母こうを演じていた野際陽子が逝去する不幸があったが、撮影は全て終えており、生前最期の出演となる。また藤田まことが『2010』同様、過去の映像を使用する形で「出演」（回想では無く現在の小五郎と遣り取りをする）、中村主水が「必殺」に約7年半ぶり の登場を果たした。
2019年3月10日、テレビ朝日開局60周年記念番組としてスペシャルドラマ『必殺仕事人2019』を放送。大商人「上総屋清右ヱ問」役として西田敏行がゲスト出演。小五郎の義母こうが劇中でも亡くなった設定となり、彼女の妹・てん（演・キムラ緑子）が渡辺家側の話に加わる。なお冒頭ナレーションを担当していた市原悦子が2019年1月に逝去したが、今後のドラマでも当面は市原のナレーションが使用される。
2020年6月28日、『必殺仕事人2020』を放送。奉行「湯川伊周」役で市村正親がゲスト出演した。前作まで「陣八郎」役で登場していた遠藤憲一の出演はなかった（次作では出演）。
2022年1月9日、『必殺仕事人』 を放送（2018年と同様にタイトルに放送年が付かない）。ゲストになにわ男子の 西畑大吾とKing & Princeの 岸優太が出演した。
2023年1月8日、『必殺仕事人』 を放送（前作と同様にタイトルに放送年が付かない）。この回をもって「陣八郎」役で登場していた遠藤憲一が卒業となった。
2023年12月29日、必殺仕事人を放送（前作と同様にタイトルに放送年が付かない）。主演を務める東山紀之は年内でタレント活動からの引退を表明しているが今後の同作や引き継ぎについては言及しなかった。

## シリーズごとの最高視聴率
いずれもビデオリサーチ調べ、関東地区・世帯・リアルタイム。
- 必殺仕事人IV - 26.7% （21話、1984年3月23日）
- 必殺仕切人 - 26.8% （初回、1984年8月31日）
- 必殺仕事人・激突! - 20.7% （初回、1991年10月8日）
- 必殺仕事人2009 - 14.7% （初回、2009年1月9日）

## 朝日放送→朝日放送テレビ以外の歴代ネット局一覧
系列は現在の系列。途中で打ち切られた局や、しばらくの間放送する他系列ネットの局がある。
| 放送対象地域            | 放送局           | 系列           | 備考 |
| ----------------------- | ---------------- | -------------- | --- |
| 関東広域圏              | 東京放送         | TBS系列        | 現・TBSテレビ |
| 関東広域圏              | テレビ朝日       | テレビ朝日系列 | 1977年3月まではNETテレビ。腸捻転解消後。 『仕事人2007』以降は朝日放送との共同製作局となる。                                                                                   |
| 北海道                  | 北海道放送       | TBS系列        | |
| 北海道                  | 北海道テレビ     | テレビ朝日系列 | 腸捻転解消後 |
| 青森県                  | 青森テレビ       | TBS系列        | 腸捻転解消後もしばらくはネット移行せずに、1977年3月まで放送 |
| 青森県                  | 青森放送         | 日本テレビ系列 | 『新婚さんいらっしゃい!』とセットでネット移行。1977年4月 - 1991年9月 |
| 青森県                  | 青森朝日放送     | テレビ朝日系列 | 1991年10月開局から |
| 岩手県                  | 岩手放送         | TBS系列        | 現・IBC岩手放送 腸捻転解消後もしばらくはネット移行せずに放送 |
| 岩手県                  | テレビ岩手       | 日本テレビ系列 | |
| 岩手県                  | 岩手朝日テレビ   | テレビ朝日系列 | |
| 宮城県                  | 東北放送         | TBS系列        | 腸捻転解消後も半年間はネット移行せず深夜に放送 |
| 宮城県                  | 東日本放送       | テレビ朝日系列 | 1975年10月開局から |
| 秋田県                  | 秋田放送         | 日本テレビ系列 | |
| 秋田県                  | 秋田テレビ       | フジテレビ系列 | 腸捻転解消後 |
| 秋田県                  | 秋田朝日放送     | テレビ朝日系列 | |
| 山形県                  | 山形放送         | 日本テレビ系列 | |
| 山形県                  | 山形テレビ       | テレビ朝日系列 | |
| 福島県                  | 福島テレビ       | フジテレビ系列 | 腸捻転解消後もネット移行せずに放送 |
| 福島県                  | 福島放送         | テレビ朝日系列 | 1981年10月開局から |
| 新潟県                  | 新潟放送         | TBS系列        | BSNでは本放送から半年遅れで放送。 一時は『仕事屋稼業』がBSN、『仕置屋稼業』がNSTと2局で並行放送となった時期もあった。 『仕業人』からNSTへ完全移行                             |
| 新潟県                  | 新潟総合テレビ   | フジテレビ系列 | BSNでは本放送から半年遅れで放送。 一時は『仕事屋稼業』がBSN、『仕置屋稼業』がNSTと2局で並行放送となった時期もあった。 『仕業人』からNSTへ完全移行                             |
| 新潟県                  | 新潟テレビ21     | テレビ朝日系列 | 1983年10月開局から |
| 長野県                  | 信越放送         | TBS系列        | 腸捻転解消後もしばらくはネット移行せずに、1978年3月まで放送 |
| 長野県                  | 長野放送         | フジテレビ系列 | 1978年4月 - 1980年9月 |
| 長野県                  | テレビ信州       | 日本テレビ系列 | 1980年10月開局 - 1991年3月 |
| 長野県                  | 長野朝日放送     | テレビ朝日系列 | 1991年4月開局から |
| 山梨県                  | テレビ山梨       | TBS系列        | 腸捻転解消後もネット移行せずに放送 |
| 静岡県                  | 静岡放送         | TBS系列        | 腸捻転解消後もネット移行せずに、1979年3月まで放送 |
| 静岡県                  | 静岡朝日テレビ   | テレビ朝日系列 | 1993年9月までは旧称・静岡けんみんテレビ 1979年4月以降、同年7月の静岡第一テレビ開局で同時ネット                                                                                |
| 富山県                  | 富山テレビ       | フジテレビ系列 | |
| 石川県                  | 北陸放送         | TBS系列        | 腸捻転解消後もネット移行せず放送、ただし1985年9月で突然打ち切り |
| 石川県                  | 石川テレビ       | フジテレビ系列 | 1986年初頭?から1991年9月まで |
| 石川県                  | 北陸朝日放送     | テレビ朝日系列 | 1991年10月開局から |
| 福井県                  | 福井テレビ       | フジテレビ系列 | |
| 中京広域圏              | 中部日本放送     | TBS系列        | 現・CBCテレビ |
| 中京広域圏              | 名古屋テレビ     | テレビ朝日系列 | 腸捻転解消後 |
| 鳥取県・島根県          | 山陰放送         | TBS系列        | 腸捻転解消後もネット移行せずに放送。 放送極初期（『仕掛人』第4話まで）のエリアは島根県のみ。 両県の相互乗り入れにより同時ネット。                                             |
| 岡山県                  | 山陽放送         | TBS系列        | 現・RSK山陽放送 腸捻転時代の放送エリアは岡山県のみ。 |
| 岡山県                  | 岡山放送         | フジテレビ系列 | 1979年3月までの放送エリアは岡山県のみ 腸捻転解消後 - 1979年3月16日（『うらごろし』第15話まで） 『うらごろし』第16話以降は瀬戸内海放送へ一本化                                 |
| 香川県 ↓ 香川県・岡山県 | 瀬戸内海放送     | テレビ朝日系列 | 腸捻転解消後から1979年3月16日（『うらごろし』第15話まで）までの放送エリアは香川県のみ 1979年3月23日（『うらごろし』第16話）以降、両県の相互乗り入れのため岡山県にもエリア拡大 |
| 広島県                  | 中国放送         | TBS系列        | |
| 広島県                  | 広島ホームテレビ | テレビ朝日系列 | 腸捻転解消後から1975年9月（『仕置屋稼業』12話）まで土曜12:00から8日遅れで放送。 1975年10月（『仕置屋稼業』14話）から同時ネット                                                |
| 山口県                  | テレビ山口       | TBS系列        | 腸捻転解消後もしばらくはネット移行せずに、1978年3月まで放送 |
| 山口県                  | 山口放送         | 日本テレビ系列 | 1978年4月以降 |
| 山口県                  | 山口朝日放送     | テレビ朝日系列 | |
| 徳島県                  | 四国放送         | 日本テレビ系列 | 『新・仕置人』第32話では制作協力としてクレジットされた |
| 愛媛県                  | 南海放送         | 日本テレビ系列 | |
| 愛媛県                  | 愛媛朝日テレビ   | テレビ朝日系列 | |
| 高知県                  | テレビ高知       | TBS系列        | 腸捻転解消後もネット移行せずに放送 |
| 福岡県                  | RKB毎日放送      | TBS系列        | |
| 福岡県                  | 九州朝日放送     | テレビ朝日系列 | 腸捻転解消後 |
| 長崎県                  | 長崎放送         | TBS系列        | 腸捻転解消後もネット移行せずに放送 |
| 長崎県                  | 長崎文化放送     | テレビ朝日系列 | 1990年4月開局から |
| 熊本県                  | 熊本放送         | TBS系列        | 腸捻転解消後もしばらくはネット移行せずに、1978年3月まで放送 |
| 熊本県                  | テレビ熊本       | フジテレビ系列 | 1978年4月 - 1989年9月 |
| 熊本県                  | 熊本朝日放送     | テレビ朝日系列 | 1989年10月開局から |
| 大分県                  | 大分放送         | TBS系列        | 腸捻転解消後もネット移行せずに放送 |
| 大分県                  | 大分朝日放送     | テレビ朝日系列 | |
| 宮崎県                  | 宮崎放送         | TBS系列        | 腸捻転解消後もネット移行せずに放送 |
| 鹿児島県                | 南日本放送       | TBS系列        | 腸捻転解消後もネット移行せずに放送 |
| 鹿児島県                | 鹿児島放送       | テレビ朝日系列 | 1982年10月開局から |
| 沖縄県                  | 琉球放送         | TBS系列        | 腸捻転解消後もネット移行せずに放送、ただし打ち切り期間あり |
| 沖縄県                  | 琉球朝日放送     | テレビ朝日系列 | |

## 備考・補足
- 初期の作品のオープニングで使用されていた無残絵は、月岡芳年・落合芳幾の競作による英名二十八衆句である[31]。
- シリーズの特徴的な題字は書道家の糸見渓南と、美術デザイナーの竹内志朗による[32]。糸見はシリーズごとに「必殺」と「人」の部分に変更を加えていたが、「人」を「ん」と間違われないように苦労したという[33]。
- 『必殺からくり人』から『必殺剣劇人』まで、初回放送時はオープニング・ナレーションの前に「必殺シリーズ」のクレジットが挿入されていた。背景の映像はそれまでの作品の本編映像を素材として朝日放送が独自に作ったものであるため、松竹は制作に関与しておらず、朝日放送も保存していなかった。そのため再放送では使われず、VHSソフトでも未収録となっていた[34][注 29]。各作品ごとのDVD化の際には新たに再現したものが収録されたが、その後も再放送では使われず、『必殺DVDマガジン』でも未収録となっている。
- 脚本段階の準備稿から決定稿の段階[35]、決定稿からも現場で話し合いが行われて演出が変更されることが珍しくなかった[36]。このためスケジュールが逼迫し、他の時代劇のテレビシリーズと違い作品のストックにも余裕がなく、時には放送日にフィルム納品が間に合わないという事態に陥った事もある（必殺仕事人V・旋風編#逸話を参照）。
- 本放送・再放送・各ソフトにおいて、BGMや演出が異なっているケースが多々あり、その理由がはっきりしていない箇所もある[37]。
- 最終回の放送後にすぐ新作が始まる場合には、前作の最終回の出演者が新作の第1話、または新作の出演者が前作の最終回にカメオ出演することがある。ただし役名はなく、クレジットにも載っていない[注 30][31]。
- 作中「殺し」がない放送回が3回あり、『必殺必中仕事屋稼業』第20話「負けて勝負」、『必殺からくり人』第7話「佐渡からお中元をどうぞ」、『必殺からくり人・血風編』第5話「死へ走る兄弟の紅い情念」がそれである。「負けて勝負」は「バクチで殺す」という決着方法で、イカサマで大金をせしめた悪人（バクチにハマった商人を破産させ、一家心中にまで追い込んでいる）を、逆にイカサマで破産させるもの。他の2回は殺しの標的となるほどの悪人がおらず、「佐渡から幕府に輸送される金塊の一部を秘密裏に奪う」、「無辜の囚人を救出する」が目的になっている[38]。
- 腸捻転解消前の時代、中外製薬[注 31] が筆頭協賛していたが、「人殺し番組に人を救う会社が協賛するのはおかしいのではないか」とする意見があり、協賛を降板せざるを得ない事態が起きた[39]。
- 本シリーズに限ったことではないが、再放送の際には予告編がカットされている。また、『必殺剣劇人』『必殺仕事人・激突!』の予告編映像は当時のものが現存しないため、DVD化の際には本編映像の編集で再現されたものが収録された[40]。
- 本シリーズはインターネット配信が行われており、「テレ朝動画」[注 32] とU-NEXT[41]がテレビシリーズ・劇場版の配信を行っている。なお、主役が東山紀之に交代した『必殺仕事人2009』およびそれ以降の単発作品は配信されていない。

## 関連書籍
- 必殺! 裏稼業の凄い奴ら（暗闇集団"観音長屋"著、フットワーク出版、1994年4月、ISBN 4876891583）
- 必殺仕事人 中村主水の秘密（江戸町奉行所仕事人探索係著、データハウス、1994年6月、ISBN 4887182384）
- 必殺シリーズ完全百科（山田誠二著、データハウス、1995年4月、ISBN 4887183089）
- さらば必殺! 裏稼業の凄い奴ら（暗闇集団"観音長屋"著、フットワーク出版、1996年5月、ISBN 4876892156）
- 必殺!大全集 - 尽きぬ恨みの数々を、晴らす仕事の裏稼業（山田誠二著、データハウス、1996年6月、ISBN 4887183909）
- 必殺シリーズを創った男 - カルト時代劇の仕掛人、大いに語る（映画秘宝SPECIAL、山内久司 / 山田誠二著、洋泉社、1997年12月、ISBN 4896912934）
- 秘録 必殺シリーズの舞台裏 - カルト時代劇に賭けた男たち（仲川利久著・山田誠二編集、洋泉社、1999年3月、ISBN 4896913744）
- 必殺シリーズ完全殺し屋名鑑 荒野の果てに編（必殺党編、ザテレビジョン文庫〔角川書店〕、2001年2月、ISBN 4049300265）
- 必殺シリーズ完全殺し屋名鑑 月が笑ってらぁ編（必殺党編、ザテレビジョン文庫、2001年2月、ISBN 4049300273）
- 必殺シリーズ完全闇知識 やがて愛の日が編（必殺党編、ザテレビジョン文庫、2001年8月、ISBN 4049300303）
- 必殺シリーズ完全闇知識 瞬間（ひととき）の愛編（必殺党編、ザテレビジョン文庫、2001年8月、ISBN 4049300311）
- 必殺仕事人2009 公式ガイドブック（朝日新聞出版、2009年3月、ISBN 9784022505347）
- 必殺DVDマガジン 仕事人ファイル 1stシーズン壱 必殺仕置人 中村主水（T★1ブランチMOOK〔講談社〕、2010年3月、ISBN 9784063670035）
- 必殺DVDマガジン 仕事人ファイル 1stシーズン弐 新 必殺仕事人 三味線屋 勇次（T★1ブランチMOOK、2010年3月、ISBN 9784063670042）
- 必殺DVDマガジン 仕事人ファイル 1stシーズン参 必殺必中仕事屋稼業 知らぬ顔の半兵衛（T★1ブランチMOOK、2010年4月、ISBN 9784063670059）
- 必殺DVDマガジン 仕事人ファイル 1stシーズン四 必殺仕事人 飾職の秀（T★1ブランチMOOK、2010年4月、ISBN 9784063670066）
- 必殺DVDマガジン 仕事人ファイル 1stシーズン伍 新 必殺仕置人 念仏の鉄（T★1ブランチMOOK、2010年5月、ISBN 9784063670073）
- 必殺DVDマガジン 仕事人ファイル 1stシーズン六 必殺仕置屋稼業 市松（T★1ブランチMOOK、2010年5月、ISBN 9784063670080）
- 必殺DVDマガジン 仕事人ファイル 1stシーズン七 暗闇仕留人 糸井貢（T★1ブランチMOOK、2010年6月、ISBN 9784063670097）
- 必殺DVDマガジン 仕事人ファイル 1stシーズン八 必殺仕事人V 組紐屋の竜（T★1ブランチMOOK、2010年6月、ISBN 9784063670103）
- 必殺DVDマガジン 仕事人ファイル 1stシーズン九 必殺仕事人V 花屋の政（T★1ブランチMOOK、2010年7月、ISBN 9784063670110）
- 必殺DVDマガジン 仕事人ファイル 1stシーズン拾 必殺仕業人 赤井剣之介（T★1ブランチMOOK、2010年7月、ISBN 9784063670127）
- 必殺DVDマガジン 仕事人ファイル 2ndシーズン壱 必殺!（劇場版第1作） 中村主水（T★1ブランチMOOK、2010年12月、ISBN 9784063670189）
- 必殺DVDマガジン 仕事人ファイル 2ndシーズン弐 必殺仕置人 棺桶の錠（T★1ブランチMOOK、2010年12月、ISBN 9784063670196）
- 必殺DVDマガジン 仕事人ファイル 2ndシーズン参 必殺仕事人III 中村主水&西順之助（T★1ブランチMOOK、2011年1月、ISBN 9784063670202）
- 必殺DVDマガジン 仕事人ファイル 2ndシーズン四 必殺仕舞人 直次郎（T★1ブランチMOOK、2011年2月、ISBN 9784063670219）
- 必殺DVDマガジン 仕事人ファイル 2ndシーズン伍 暗闇仕留人 中村主水（T★1ブランチMOOK、2011年3月 ISBN 9784063670226）
- 必殺DVDマガジン 仕事人ファイル 2ndシーズン六 必殺からくり人 花乃屋仇吉&夢屋時次郎（T★1ブランチMOOK、2011年4月 ISBN 9784063670233）
- 必殺DVDマガジン 仕事人ファイル 2ndシーズン七 助け人走る 中山文十郎&辻平内（T★1ブランチMOOK、2011年5月 ISBN 9784063670240）
- 必殺DVDマガジン 仕事人ファイル 2ndシーズン八 必殺仕事人V 激闘編 壱・弐・参（T★1ブランチMOOK、2011年6月 ISBN 9784063670257）
- 必殺DVDマガジン 仕事人ファイル 2ndシーズン九 翔べ! 必殺うらごろし 先生・おばさん・若（T★1ブランチMOOK、2011年7月 ISBN 9784063670264）
- 必殺DVDマガジン 仕事人ファイル 2ndシーズン拾 必殺からくり人 血風編 土左ヱ門（T★1ブランチMOOK、2011年8月 ISBN 9784063670271）

## 影響など
下記に挙げるもの以外にも、必殺シリーズの奇抜な殺し方や演出は、当時から今に至るまでパロディやネタにされやすく、特に念仏の鉄の骨砕き、秀の首筋刺し、勇次と組紐屋の竜の首吊り技が多用されている。

## ファンや評価
黒澤明はテレビ時代劇は、あまり見ない方であるが、当時の助監督小泉堯史によれば、黒澤の自宅を訪ねた際に藤田主演の必殺シリーズ作を見ており、小泉は驚いたが「これ（必殺）面白いんだよ」と高評価し、主演の藤田の芝居も絶賛したとのこと（その必殺作が、何かは不明）。また必殺のライバルの、木枯し紋次郎の、市川崑も本作の映像美を高評価しており、特に照明を絶賛した。
春日太一は著書『時代劇ベスト100』(光文社新書、2014年）において、黒澤明時代劇、溝口健二『西鶴一代女』や工藤栄一『十三人の刺客』、三隈研次＆勝新太郎の『座頭市物語』、若山富三郎の『子連れ狼　三途の川の乳母車』などと共に仕掛人と仕置人を時代劇基礎作品「これだけは押さえておきたい40本」に挙げ、「隠れた名作40本」として仕事屋稼業、仕置屋稼業、仕業人、新・仕置を挙げている。
劇場版では工藤のⅢ裏か表か、深作の４恨み晴らします、が傑作と評価されている。

## 影響を与えた作品など

### テレビドラマ
時代劇
- はぐれ医者 お命預かります!・世直し順庵!人情剣
この2作は必殺シリーズとコンセプトが同じである上に主演が藤田まことである。
- 影同心
ネットチェンジ直後、本枠と同系列かつ同じ時間帯に毎日放送（MBS）と東映によって製作された時代劇で、先述の影響で制限を解除した事を受けてMBSが初めて製作に関わった時代劇でもある。その性質上、本枠の視聴者を主なターゲットとしていることから、必殺シリーズとコンセプトを合わせている。
- 狼・無頼控
- 長崎犯科帳
- 十手無用 九丁堀事件帖
- 痛快!河内山宗俊
- 江戸の牙
- 流れ星佐吉
- 付き馬屋おえん事件帳
- 江戸中町奉行所
- お助け同心が行く!
- 将軍の隠密!影十八
- 天罰屋くれない 闇の始末帖
- お江戸吉原事件帖
- お助け屋☆陣八
- 天誅〜闇の仕置人〜

現代劇
- ザ・ハングマンシリーズ
必殺シリーズと同じ朝日放送で放送で現在の仕事人で仕置人で自分の過去を捨て別人として生き、世の中の悪つまり極悪人を始末するがここでは殺さないで捕まえて拷問して自白させて、野次馬などに見せて、警察に逮捕すると言うドラマ。
- ザ・スクールコップ
- 特命刑事ザ・コップ
- 裏刑事-URADEKA-
- 現代に甦った闇の死置人 あなたの怨み晴らします
- ジョーカー 許されざる捜査官
- 殺しの女王蜂
- 黒の女教師
- ブラックリベンジ
- ハケンのキャバ嬢・彩華
- 奥様は、取り扱い注意
- マジムリ学園
- ブラックスキャンダル
- 仮面ライダーキバ - 作中登場の「仮面ライダーサガ」の必殺技は標的を宙吊りにしたうえで破壊するもので一連のシークエンスに勇次や竜に通じるものがある。
- 七人の秘書 - 作風としては｢ハングマン｣だが、作中に｢仕事人｣の台詞があった。
- ブラックファミリア〜新堂家の復讐〜

### 映画
- 放送禁止6「デスリミット」→放送禁止 劇場版「密着68日 復讐執行人」
フジテレビの深夜スペシャルドラマシリーズで、原作シリーズと映画作品のメディアミックス戦略を敷いた作品。原作シリーズとして作られた前者作品の本編だけでは執行人の描写が無かったが、映画として作られた後者作品で、追加設定である執行人が深く関わっていることが明らかになる。

### 小説
- 巷説百物語シリーズ（京極夏彦）

### 漫画
- ブラック・エンジェルズ（平松伸二）
- やじきた学園道中記 必殺編（市東亮子）
- 始末人シリーズ（明智抄）
- ふぁいてぃんぐスイーパー（中津賢也）
- 闇狩人シリーズ（坂口いく）
- 爆れつハンター（原作：あかほりさとる、作画：臣士れい）
- 妖怪仕置人（中津賢也）
- 怨み屋本舗（栗原正尚） - 現代版の必殺シリーズといえる存在。テレビドラマ化作品。
- 職業・殺し屋。（西川秀明）
- ヴァイスクロイツ（つちやきょうこ） ※メディアミックス作品
- イフリート〜断罪の炎人〜（吉田正紀）
- アカメが斬る!（原作：タカヒロ、作画：田代哲也）
- 脅迫屋シリーズ（藤石波矢） ※テレビドラマ化作品

### アニメ
- 銀河旋風ブライガー
- 地獄少女 ※メディアミックス作品
- ケロロ軍曹 - アニメ版に登場するシュララ軍団（通称・お仕事人）が必殺シリーズのパロディとなっている。
- クレヨンしんちゃん 嵐を呼ぶ 歌うケツだけ爆弾! - パロディではあるものの、野原ひろしが堂々と「必殺仕事人 組紐屋の竜」と喋る台詞が喋った人の演者である京本政樹が声を担当する時雨院時常を始末するシーンの中にあるように、必殺シリーズの著作権保有者であるABCと松竹から名称使用許可を得ている模様。
- REVENGER(リベンジャー)

### ゲーム
- 必殺裏稼業
- 天誅 - 参・紅・忍大全の登場キャラクター藤岡鉄舟は、藤枝梅安や念仏の鉄がモデル、また敵役の「始末人」も必殺シリーズの人物がモデル。
- 大活劇 江戸の始末人 - いわゆる「TV時代劇」を再現するためのTRPGであり、基本ルールブックでは必殺シリーズを主に扱う。
- 天下繚乱RPG - 「仕事人」というクラスがあり、サンプルキャラクターは中村主水を髣髴とさせるイラストが添えられている。
- スーパーロボット大戦UX - 主人公機のオルフェスと後半から登場し合体形態に当たるオデュッセアの武器の演出とBGMが必殺シリーズを意識している。シナリオライターの岸本みゆきは必殺シリーズのファンを公言している。

### オリジナルビデオ
- おんな必殺!女肌衣堕（にきいた） - 仕事人と映画「ニキータ」の要素を持つ。
- 必殺キャバ嬢
- 必殺!バトルロード 妖剣女刺客シリーズ

### YouTubeチャンネル
- ヒューマンバグ大学 闇の漫画 - コーナーの一つである「拷問ソムリエ 伊集院茂夫」の主人公・伊集院茂夫が恨みを晴らしたい依頼者から要請があった極悪な殺人鬼である「外道」を捕まえて、世界中に実在するマイナー殺法を用いた「拷問」による制裁を用いる。当シリーズに沿った基本的な作品フォーマットであり、教育漫画としての要素を兼ね備える。